# Verwaltungsgemeinschaft Seeshaupt
Die Verwaltungsgemeinschaft Seeshaupt im oberbayerischen Landkreis Weilheim-Schongau besteht seit der Gemeindegebietsreform am 1. Mai 1978. Ihr gehören als Mitgliedsgemeinden an:
1. Iffeldorf, 2737 Einwohner, 27,59 km²
2. Seeshaupt, 3189 Einwohner, 29,97 km²

Sitz der Verwaltungsgemeinschaft ist Seeshaupt.
Der Verwaltungsgemeinschaft gehörte von der Gründung am 1. Mai 1978 bis 31. Dezember 1979 auch die Gemeinde Bernried am Starnberger See an.